# Letovice
Letovice (deutsch Lettowitz) ist eine Stadt in Tschechien. Sie liegt 40 Kilometer nördlich des Stadtzentrums von Brünn und gehört zum Okres Blansko.

## Geographie

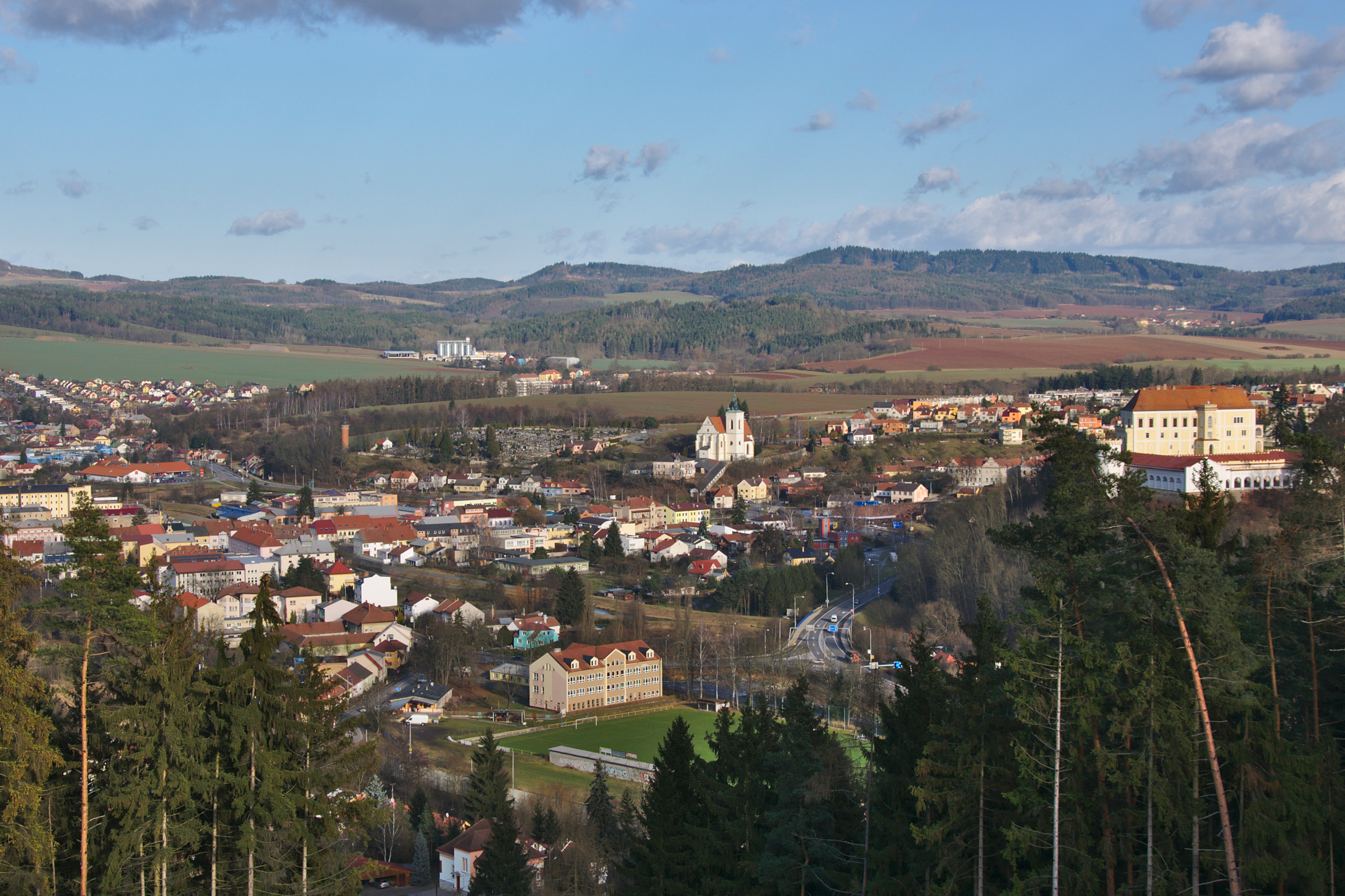
Stadtansicht von Westen

Letovice befindet sich am Fuße der Nedvědická vrchovina, Českotřebovská vrchovina und Moravskotřebovská pahorkatina in der Malá Haná (Kleine Hanna). Die Stadt liegt am linken Ufer der Svitava gegenüber der Einmündung der Křetínka. Am nördlichen Stadtrand mündet die Kladorubka in die Svitava. Nordöstlich erhebt sich die Strážnice (443 m), im Osten der Nad Amerikou (553 m) und Pisečný vrch (522 m), südlich die Drábovka (469 m) und im Osten der Chrástky (Eliasberg, 469 m). Die nördliche Grenze des Stadtgebiete entspricht dem Verlauf dem historischen Landesgrenze Mährens zu Böhmen. Durch Letovice führt die Staatsstraße I/43/E 461.
Nachbarorte sind Nový Mlýn, Havírna und Třebětín im Norden, Trávník, Kladoruby und Andělka im Nordosten, Amerika und Vísky im Osten, Podolí und Míchov im Südosten, Jindřichov im Süden, Lhota, Eliášova Hora und Zábludov im Südwesten, Kněževísko und Vranová im Westen sowie Svitavice, Lazinov und Meziříčko im Nordwesten.

## Geschichte

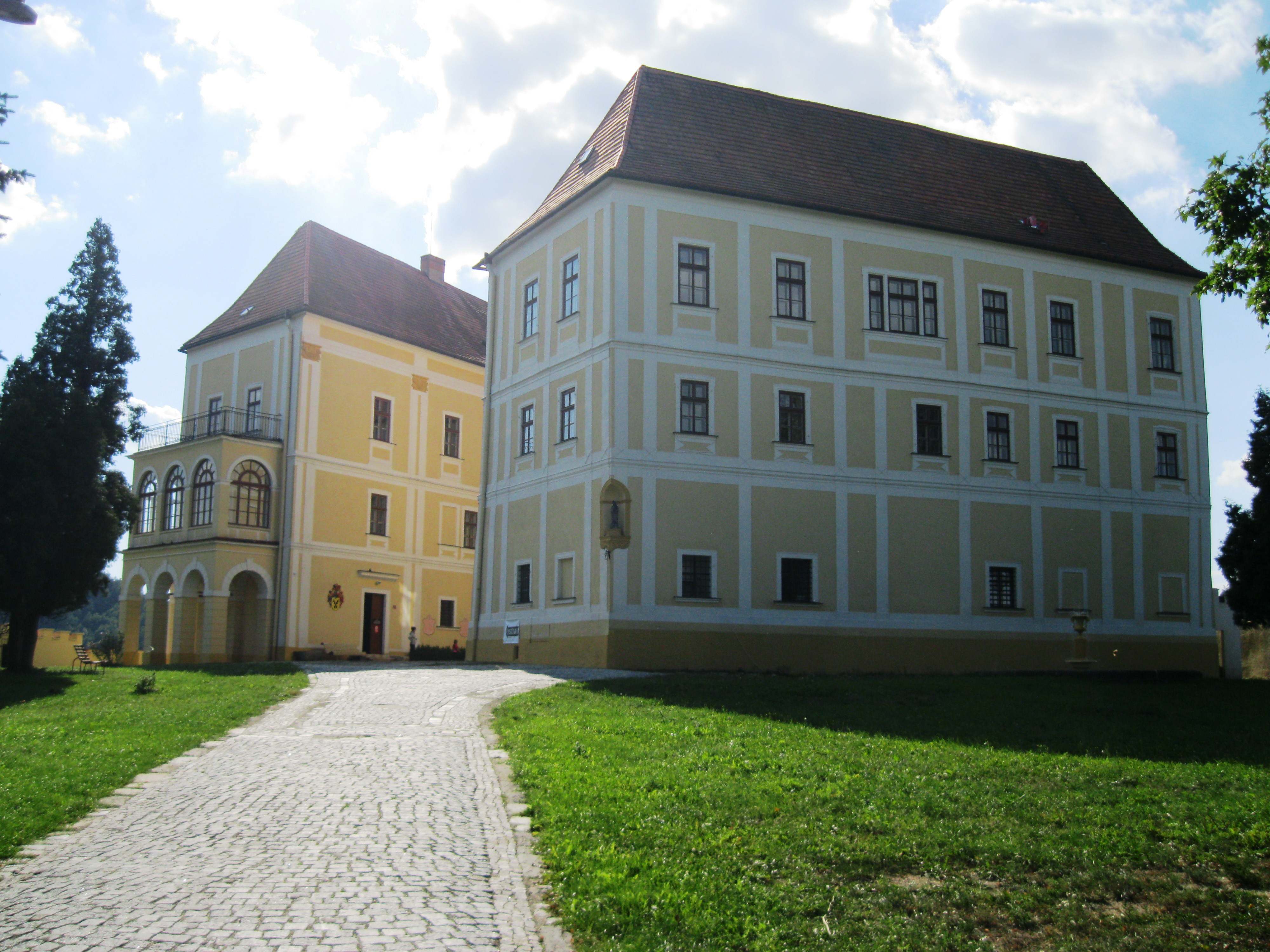
Schloss Letovice

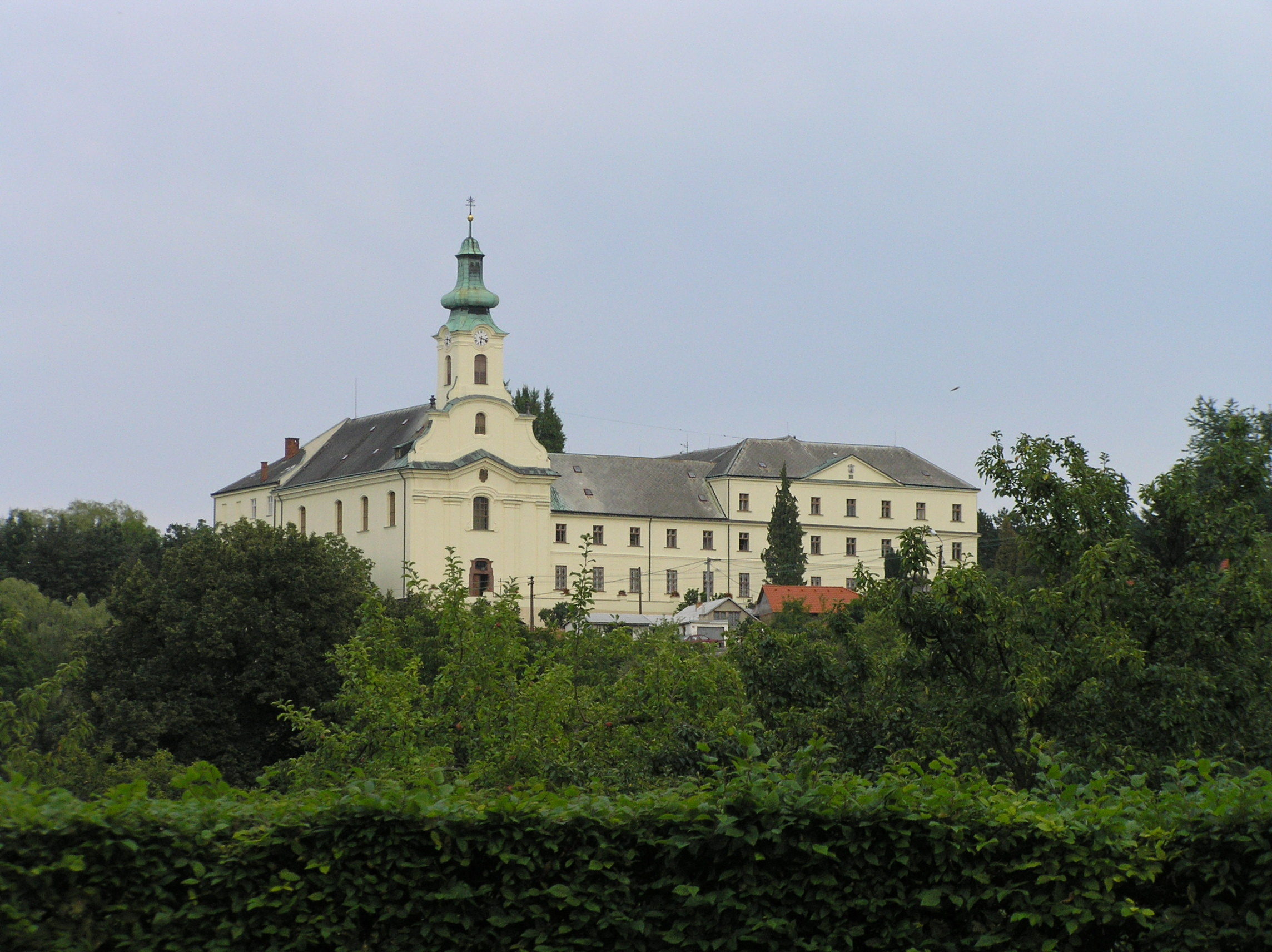
Kloster der Barmherzigen Brüder

Archäologische Funde belegen eine Besiedlung des Stadtgebietes seit der Jungsteinzeit. Die erste schriftliche Erwähnung von Lethowicz erfolgte 1145 in einer Urkunde des Olmützer Herzogs Otto III. Letovice lag am Strenitzer Landessteig, der Mähren mit Böhmen verband. Auf einer Landzunge über dem Handelsweg entstand eine hölzerne Feste, die wahrscheinlich von den Herren von Bořitov angelegt wurde. Der Umbau der Feste zur Burg erfolgte wahrscheinlich um 1250 unter Hermann von Letovice. 1241 fielen die Tataren von Olmütz aus ein und brannten Letovice nieder.
In der zweiten Hälfte des 14. Jahrhunderts entstand hier durch Jan von Letovice eine Sammlung von Sprüchen und Sentenzen. 1399 wurde die Burg Letovice durch Heralt von Kunstadt eingenommen. Um 1400 entstand dort eine Übersetzung von Marco Polos „Il Milione“, die später Václav Hanka als Quelle der alttschechischen Schrift bei der Fälschung der Grünberger Handschrift diente. Seit dem Beginn des 15. Jahrhunderts gehörte ein Teil der Herrschaft Letovice den Herren von Ronow. 1424 eroberten die Hussiten die Burg ihres Feindes Hynek von Ronow und brannten Letovice nieder. Ab 1446 gehörte die beiden Anteile des Geschlechtern von Boskowitz und Lomnitz. Ladislav von Boskowitz erwarb 1505 auch den Lomnitzer Anteil von vereinte Ober und Unter Letovice wieder zu einer Herrschaft. 1544 überließ Christoph von Boskowitz die Herrschaft an Christoph von Hardegg und Glatz. Unter den Grafen Hardegg hielt die Reformation Einzug. 1613 erwarb Heinrich Wenzel von Thurn Letovice durch die Heirat mit Regina von Hardegg.
Während des Dreißigjährigen Krieges eroberten die Schweden 1645 Letovice und brannten es 1648 bei ihrem Abzug nieder. 1654 verkaufte Karl Kaspar von Thurn die Herrschaft für 60.000 Gulden an Georg Stephan von Würben und Freudenthal, der nicht in der Lage war die Kriegsschäden zu beseitigen. Ihm folgte 1664 Eva Forgácz, geborene Erdődy, zwei Jahre später Eliška Březnická von Náchod und 1668 György Szelepcsényi de Pohronc. Es dauerte lange bis sich Letovice wieder von den Folgen des Krieges erfolgte, noch 1674 waren zwei Drittel der Häuser des Städtchens unbewohnt. 1711 erwarb Karl Ludwig von Rogendorf die Herrschaft von den Szelepcsényi de Pohronc. Ihm folgte im Jahre 1724 Hermann Freiherr von Blümegen. 1750 gründete Heinrich Kajetan von Blümegen eine Kattunfabrik. Kaiser Joseph II. erteilte Letovice 1782 das Privileg zur Abhaltung eine Wolljahrmarktes.
1820 erwarben die Grafen Kálnoky von Kőröspatak Letovice. Als Erzieher von Gustav Kálnoky lebte Jan Erazim Vocel auf Schloss Letovice. Die Inbetriebnahme der Eisenbahn von Brünn nach Böhmisch Trübau durch die k.k. Nördliche Staatsbahn im Jahre 1849 förderte die weitere Entwicklung des Städtchens.
Nach der Aufhebung der Patrimonialherrschaften bildete Letovice ab 1850 eine Marktgemeinde in der Bezirkshauptmannschaft Boskovice. 1880 lebten in Letovice 2008 Menschen, darunter waren 42 Deutsche. Im Jahre 1906 wurde die Bürgerschule eingeweiht. 1930 war die Einwohnerschaft auf 3.117 angewachsen, die bis auf 93 Deutsche der tschechischen Volksgruppe angehörten. Am 13. November 1936 wurde Letovice zur Stadt erhoben.
Während der deutschen Besetzung überfiel in der Nacht vom 20. zum 21. September 1941 die Widerstandsgruppe Za svobodu das Hotel Lamplota.
Nach dem Ende des Zweiten Weltkrieges wurden die Grafen Kálnoky enteignet. Im Jahre 1952 erfolgte die Eingemeindung von Lhota. Mit Beginn des Jahres 1961 wurde die Stadt dem Okres Blansko zugeordnet, zugleich wurden Slatinka und Třebětín eingemeindet. Weitere Eingemeindungen erfolgten 1968 mit Zboněk, 1976 mit Babolky, Dolní Smržov, Klevetov, Meziříčko und Novičí, 1980 mit Kněževísko, Kochov und Zábludov sowie 1986 mit Chlum, Jasinov, Kladoruby und Podolí. Im Jahre 1991 hatte Letovice 4.562 Einwohner. Das Schloss Lettowitz wurde nach der Samtenen Revolution an Alexander Graf Kálnoky zurückübertragen, der es 2004 verkaufte.

## Stadtgliederung
Die Stadt Letovice besteht aus den Ortsteilen Babolky (Babolek), Chlum, Dolní Smržov (Unter Smerschow), Jasinov (Jasinau), Kladoruby (Kladrob), Klevetov (Klewetau), Kněževísko (Knieschewisko), Kochov (Kochau), Letovice (Lettowitz), Lhota, Meziříčko (Meseritschko), Novičí (Nowitschin), Podolí (Podol), Slatinka, Třebětín (Trebietin), Zábludov (Sabludow) und Zboněk (Sboniek). Grundsiedlungseinheiten sind Babolky, Bahna (Bachna), Chlum, Čtvrtky, Dolní Smržov, Eliášova hora (Eliasberg), Havírna (Hawirna), Jasinov, Kladoruby, Klevetov, Klín, Kněževísko, Kochov, Letovice-střed, Lhota, Meziříčko, Na Chlumské, Novičí, Ořechov (Orschechau), Pod Křetínkou, Podolí, Průmyslový obvod I, Průmyslový obvod II, Slatinka, Trávník, Třebětín, U hájku, U koupaliště, U škrobárny, U zámku, Zábludov, Zámecká obora und Zboněk. Zu Letovice gehören außerdem die Ansiedlungen Andělka (Engelbruch), Dvorsko (Dworsko), Jindřichov (Heinrichsthal) und Nový Mlýn.
Das Gemeindegebiet gliedert sich in die Katastralbezirke Babolky, Bahna, Chlum u Letovic, Dolní Smržov, Jasinov, Kladoruby, Klevetov, Kněževísko, Kochov, Letovice, Lhota u Letovic, Meziříčko u Letovic, Novičí, Ořechov u Letovic, Podolí u Míchova, Slatinka, Trávník u Kladorub, Třebětín u Letovic, Zábludov und Zboněk.

## Partnergemeinde
- Kirchlinteln, Deutschland.

## Sehenswürdigkeiten

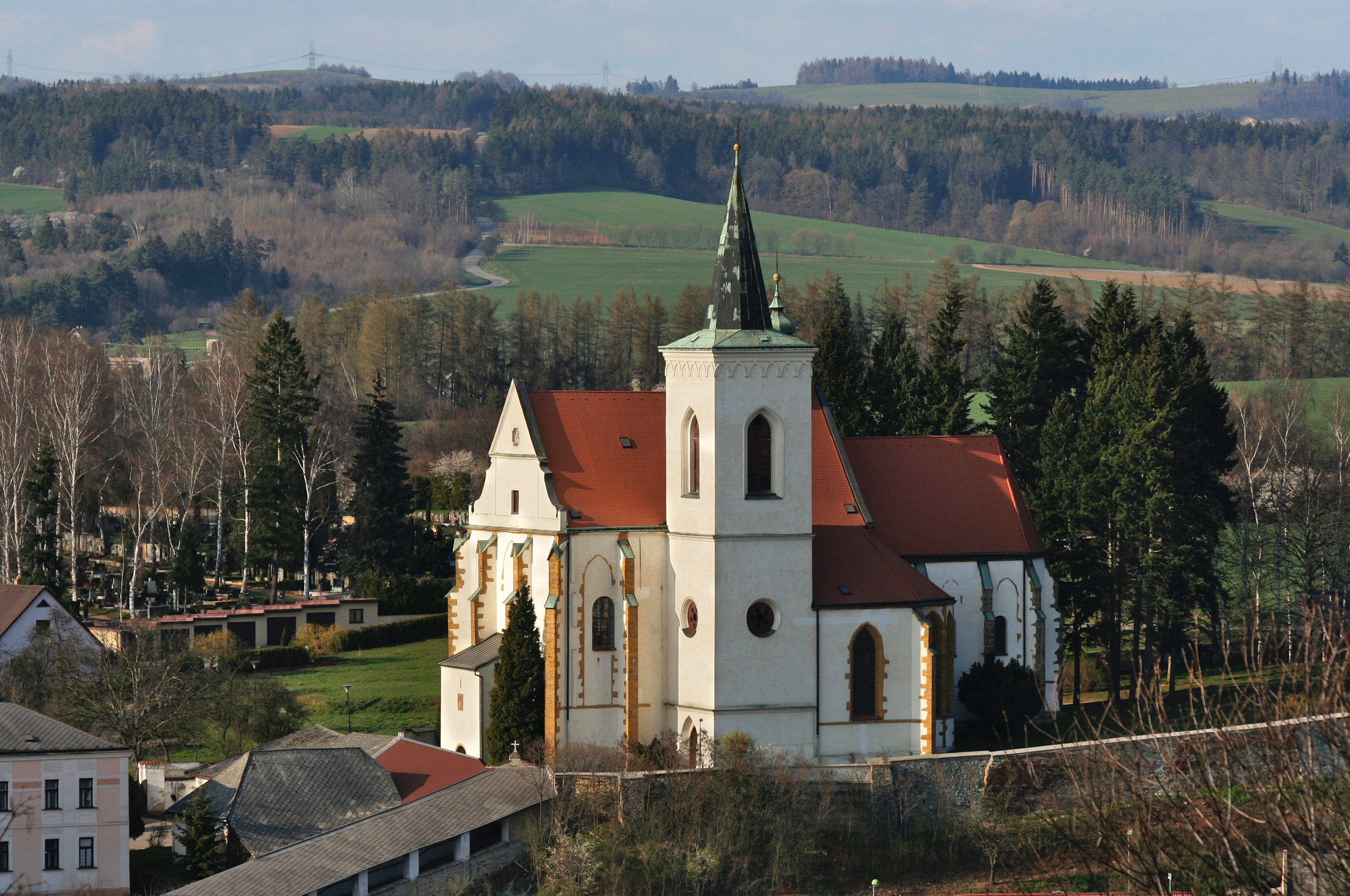
Kirche St. Prokop

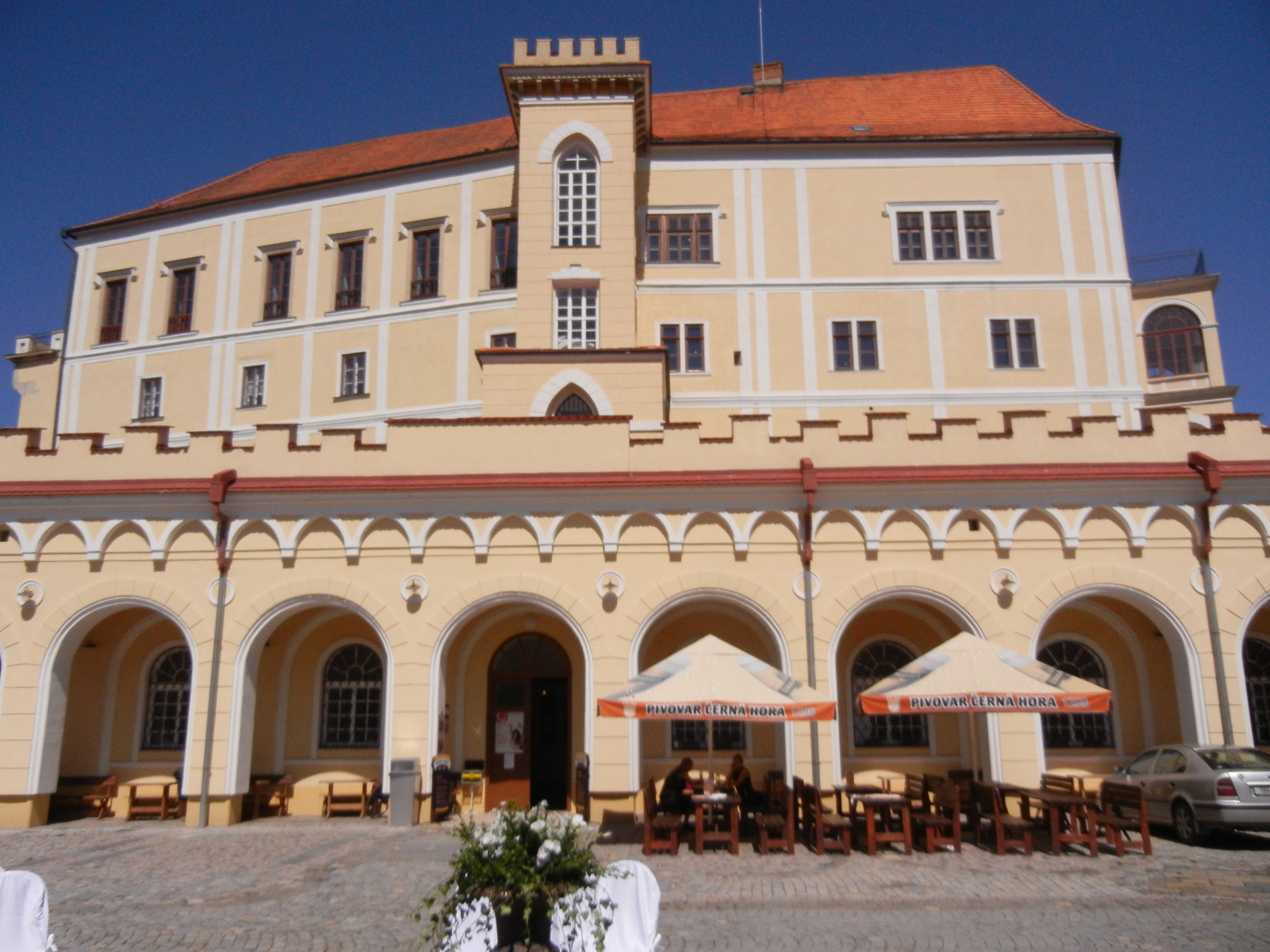
Schloss Letovice

- Kirche des hl. Prokop, erbaut 1370–1380
- Pfarrhaus, seit 1353 nachweisbar
- Kloster der Barmherzigen Brüder, es wurde 1751 gegründet und nach 1914 aufgehoben
- Klosterkirche des hl. Wenzel, erbaut 1773
- Schloss Letovice, es entstand aus einer Feste, die um 1250 zur Burg und nach ihrer Zerstörung durch die Schweden im Dreißigjährigen Krieg unter den Herren von Szelepcsényi de Pohronc, Roggendorf und Blümegen zu einem barocken Schloss umgestaltet wurde. Sein heutiges Aussehen erhielt es in den 1830er Jahren unter den Grafen Kálnoky. An das Schloss schließt sich ein 27,6 ha großer Schlosspark an.
- Talsperre Letovice, Erholungsgebiet westlich der Stadt an der Křetínka
- keltisches Freilichtmuseum Isarno, in einem Steinbruch am Fuße des Dammes der Talsperre
- Wasserturm, am Friedhof, errichtet 1911 als Teil des I. Brüsauer Wasserwerkes, der 20 m Turm ist ein technisches Denkmal

## Söhne und Töchter der Stadt
- Josef Bohatec (1876–1954), tschechischer Philosoph und Theologe
- Josef Homolatsch (1812–1888), österreichischer Beamter, Fotograf und Fabrikant
- Gustav Kálnoky (1832–1898), Außenminister Österreich-Ungarns
- Hanuš Papoušek (1922–2000), Kinderarzt, Hochschullehrer und Erforscher der frühen Mutter-Kind-Beziehung
- Georg Szelepcsényi (1595–1685), Erzbischof von Gran und Primas von Ungarn